# Christian Sarauw (sprogforsker)
 Der er flere personer med dette navn, se Christian Sarauw (officer).
Christian Preben Emil Sarauw (19. september 1865 på Petersværft – 22. november 1925 i København) var en dansk sprogforsker, bror til Georg Sarauw.
Han var søn af skovrider Conrad Sarauw. Sarauw, som blev student 1883, cand. mag. 1889, dr. phil 1900 (på afhandlingen Irske Studier), blev 1908 docent i tysk sprog og litteratur ved universitetet og i 1916 professor. Allerede 1914 var han blevet medlem af Videnskabernes Selskab. 
Han udfoldede en betydelig videnskabelig virksomhed, skrev talrige afhandlinger fra den homeriske tekstkritiks og den keltiske, slaviske og semitiske sprogforsknings område i danske og fremmede tidskrifter.
Navnlig har hans to i Videnskabernes Selskabs skrifter offentliggjorte afhandlinger: Die Entstehungsgeschichte des Goethischen Faust (1918) og Goethes Augen (1919), samt Goethe's Faust i Aarene 1788—89 (1919) vundet almindelig anerkendelse også i Tyskland som selvstændige, på dybtgaaende studier grundede bidrag til Goetheforskningen.
Blandt Sarauws øvrige arbejder må nævnes Niederdeutsche Forschungen (1921—24) og Das niederdeutsche Spiel von Theophilus (1923).
Han er begravet på Vestre Kirkegård.